# District de Congtai

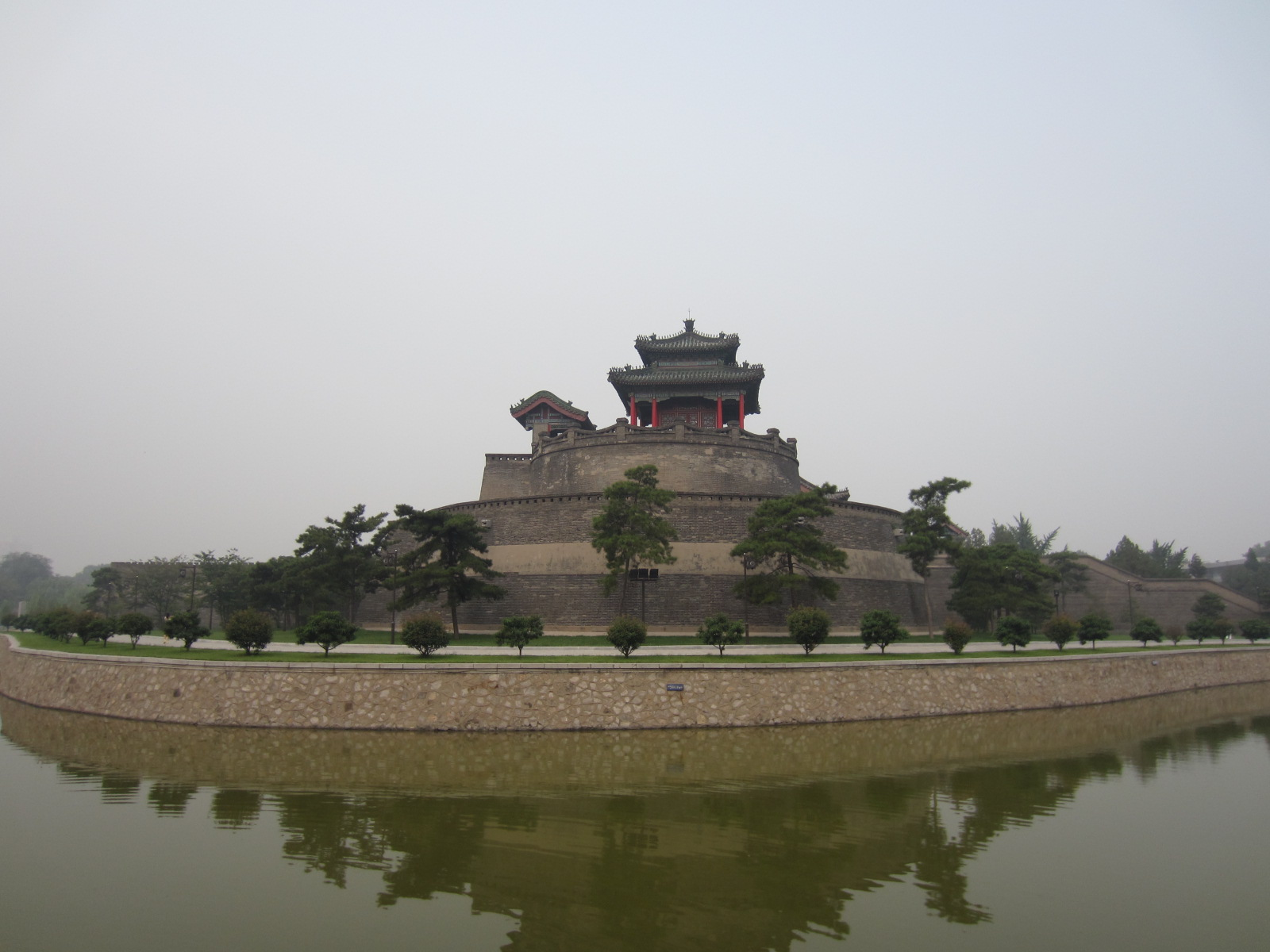
congtai

Le district de Congtai (丛台区 ; pinyin : Cóngtái Qū) est une subdivision administrative de la province du Hebei en Chine. Il est placé sous la juridiction de la ville-préfecture de Handan.